# Železniční trať Týniště nad Orlicí – Letohrad
Železniční trať Týniště nad Orlicí – Letohrad (v jízdním řádu pro cestující označená číslem 021) je jednokolejná celostátní trať. Trať vede z Týniště nad Orlicí přes Častolovice, Doudleby nad Orlicí a Žamberk do Letohradu. Převážně je vedena podél toku Divoké Orlice.

## Historie
List povolení Františka Josefa Prvního ze dne 25. června 1870 udělil koncesionářům právo ke stavbě a užívání železnice lokomotivní od některého místa trati z Dolní Lipky do Ústí nad Orlicí k příhodnému místu rakouské severozápadní železnice u Chlumce.
Dráhu vybudovala do roku 1874, vlastnila a provozovala společnost Rakouská severozápadní dráha od ledna 1874 až do svého zestátnění 1. ledna 1908.

### Co vypovídají staré jízdní řády
V roce 1900 byly podle tehdejšího jízdního řádu v provozu tyto stanice:
Týniště, Častolovice, Kostelec n. O., Doudleby, Potštýn, Litice, Bohousov, Žamberk, Kyšperk
| rok                                                               | provozovaná trať                                                   | počet vlaků                                                                                      |
| ----------------------------------------------------------------- | ------------------------------------------------------------------ | ------------------------------------------------------------------------------------------------ |
| 1900                                                              | 54 Praha – Mittelwalde                                             | 4 Os                                                                                             |
| 1921 léto                                                         | 144 Praha Denisovo nádr. – Hradec Králové – Hanušovice             | 5 Os                                                                                             |
| 1928/29 zima                                                      | 145 Praha – Hradec Králové – Hanušovice                            | 2 R + 7 Os                                                                                       |
| 1937/38 zima                                                      | 126 Praha – Poděbrady lázně – Hradec Králové –Hanušovice           | 2 R + 11 Os                                                                                      |
| 1944/45                                                           | 502 (Praha) – Velký Osek – Hradec Králové – Lichtenau              | 1 R + 8 Os                                                                                       |
| 1945/46                                                           | 2 (Praha) – Velký Osek – Hradec Králové – Hanušovice               | 1 R + 8 Os                                                                                       |
| 1959/60                                                           | 2 (Praha) – Velký Osek – Hradec Králové – Hanušovice/Miedzylesie   | 2 R + 11 Os                                                                                      |
| 1988/89                                                           | 020 (Praha) – Velký Osek – Hradec Králové – Hanušovice/Miedzylesie | 2 R + 12 Os                                                                                      |
| 2002/03                                                           | 021 Týniště nad Orlicí – Hanušovice                                | 2 R + 16 Os Týniště nad Orlicí – Doudleby nad Orlicí, 2 R + 11 Os Doudleby nad Orlicí – Letohrad |
| 2012/13                                                           | 021 Týniště nad Orlicí – Letohrad                                  | 1 R + 22 Os Týniště nad Orlicí – Doudleby nad Orlicí, 1 R + 9 Os Doudleby nad Orlicí – Letohrad  |
| Vysvětlivky R – rychlík nebo expres, Os – osobní nebo spěšný vlak |                                                                    |                                                                                                  |

## Provoz
Na trati provozují České dráhy (nejčastěji se soupravami 854+054+954.2) osobní a spěšné vlaky; rychlíky byly postupně omezeny na minimum a od června 2021 byl zrušen i poslední spoj 936/937 na lince Praha – Nymburk – Chlumec nad Cidlinou – Hradec Králové – Týniště nad Orlicí – Letohrad a zpět. Trať se ocitla poněkud stranou zájmu poté, co ji přeťala hranice mezi Královéhradeckým a Pardubickým krajem.[zdroj?] V roce 2011 oznámil Pardubický kraj záměr nezastavovat osobními vlaky v Sopotnici, kde je zastávka mimo zástavbu, a v Lukavici, která se ovšem rozhodla svoji zastávku bránit. Již od sedmdesátých let 20. stol. se připravovala modernizace a elektrizace, na kterou tato trať stále marně čeká. S ohledem na nešťastně řešenou administrativní reformu regionalizace území východních Čech na Královéhradecký a Pardubický kraj a technické problémy tunelu v Liticích, k tomu už nejspíš nedojde.[zdroj?] V plánu byla elektrifikace úseku Týniště nad Orlicí – Častolovice (– Solnice), zatím je v plánu pouze zkapacitnění a elektrifikována bude později.

## Navazující tratě
- Týniště nad Orlicí
  - Trať 020 Velký Osek – Chlumec nad Cidlinou – Hradec Králové hl. n. – Týniště nad Orlicí – Borohrádek – Choceň
  - Trať 026 Týniště nad Orlicí – Opočno pod Orlickými horami – Náchod – Teplice nad Metují – Meziměstí – Mieroszów (PKP) / Otovice zastávka
- Častolovice
  - Trať 022 Častolovice – Solnice
- Doudleby nad Orlicí
  - Trať 023 Doudleby nad Orlicí – Rokytnice v Orlických horách
- Letohrad
  - Trať 024 Ústí nad Orlicí – Lichkov – Štíty

## Vlečky
Zaniklá vlečka do podniku Perla Doudleby nad Orlicí, zrušená a snesená v letech 2005–2006, byla zajímavě trasovaná po hlavní ulici městysu mezi vozovkou a zdmi domů. Na vlečce byly oblouky o poloměru pouze 100 m, v podniku dokonce jen 80 m, proto na ni měla přechodnost jen velmi omezená skupina vozidel.

## Stanice a zastávky

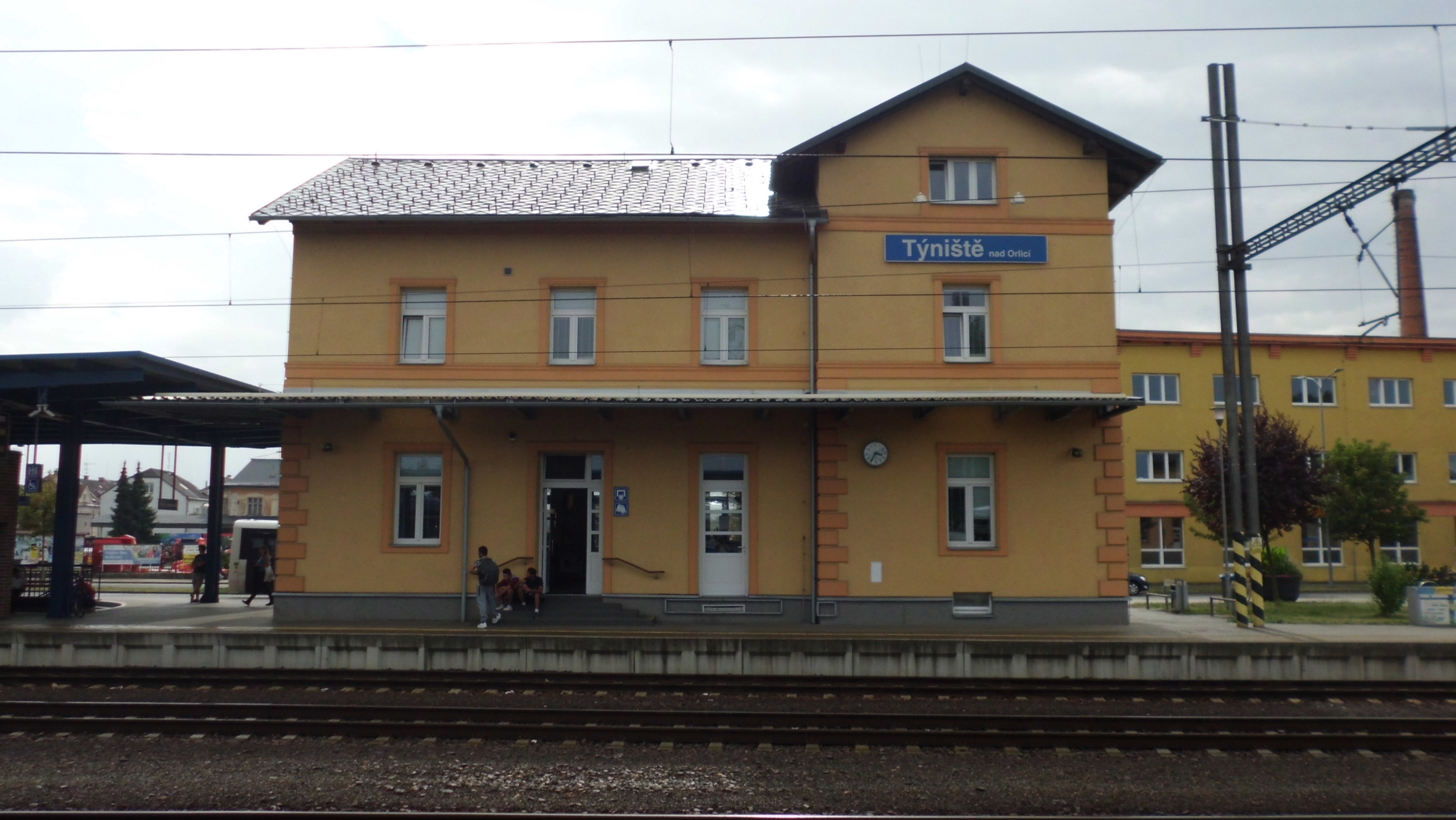
Týniště nad Orlicí
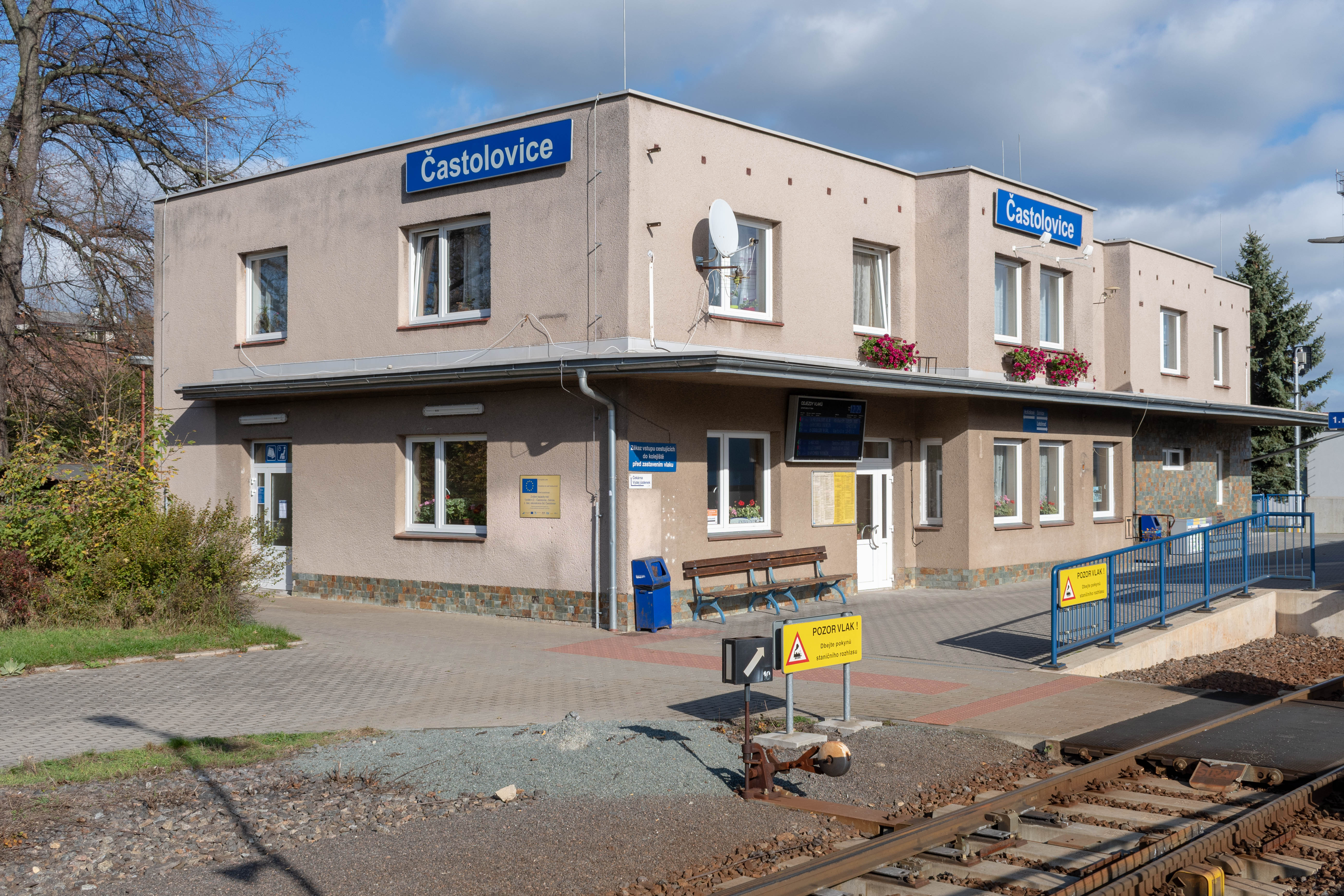
Častolovice
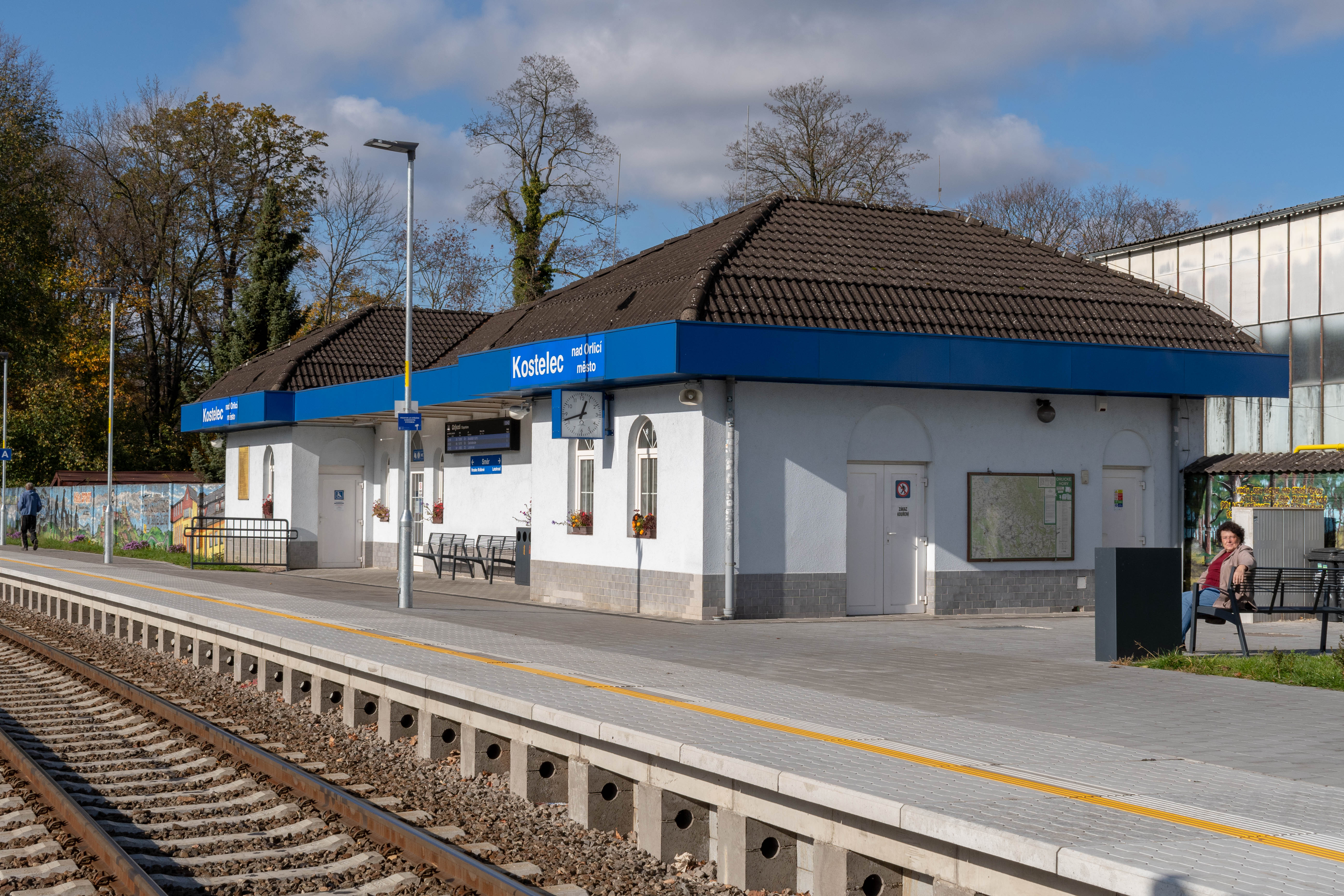
Kostelec nad Orlicí město
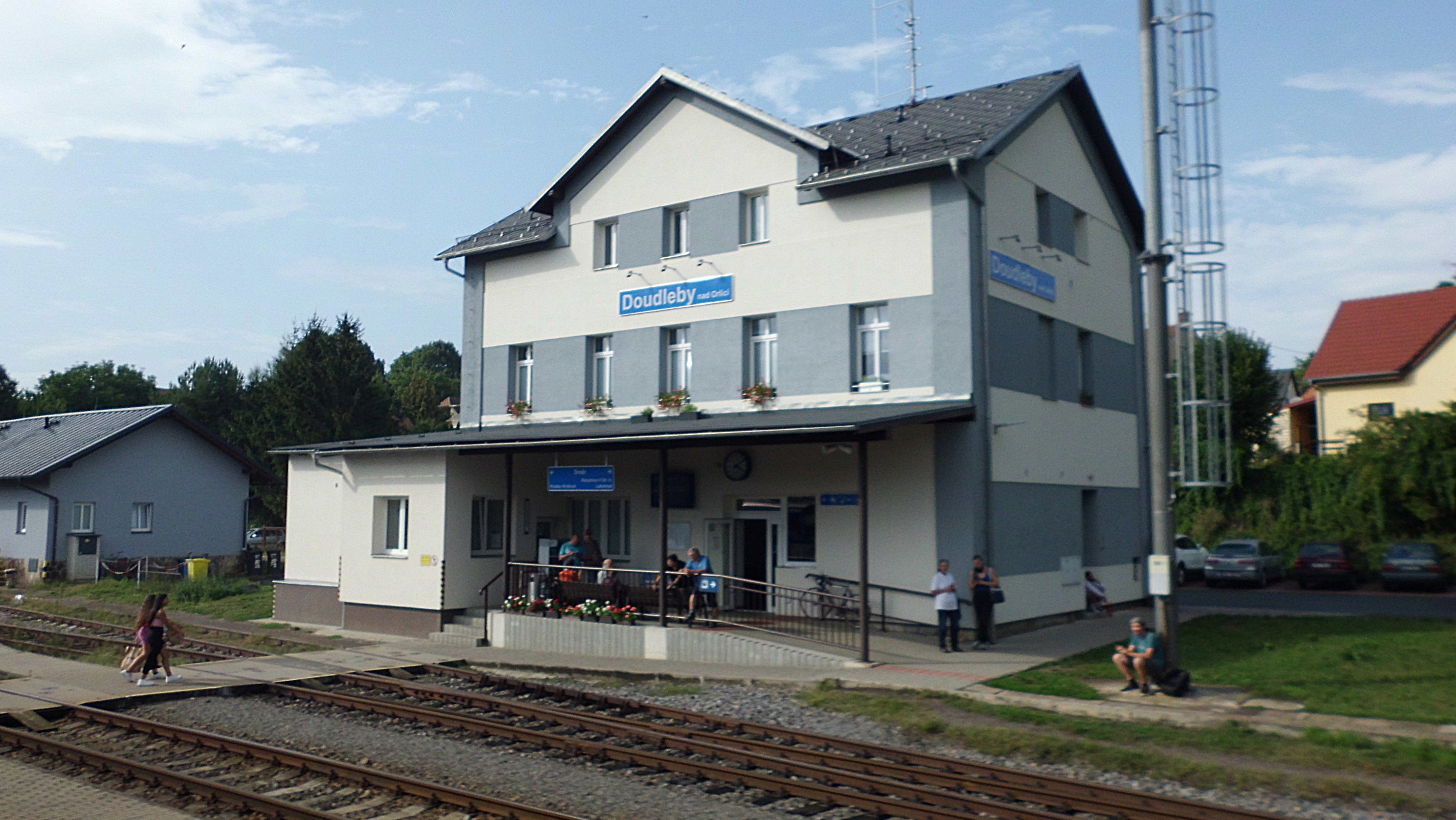
Doudleby nad Orlicí
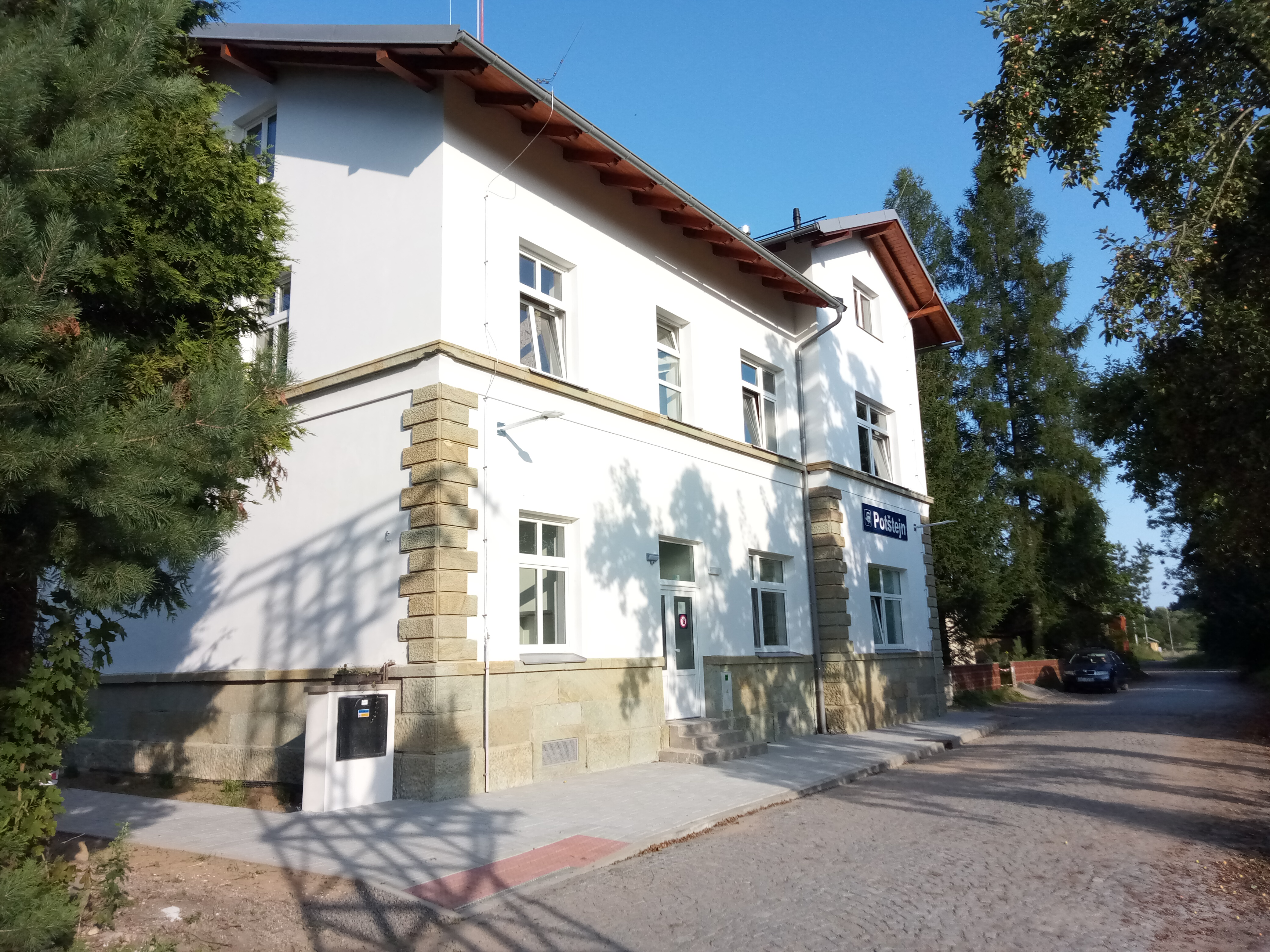
Potštejn
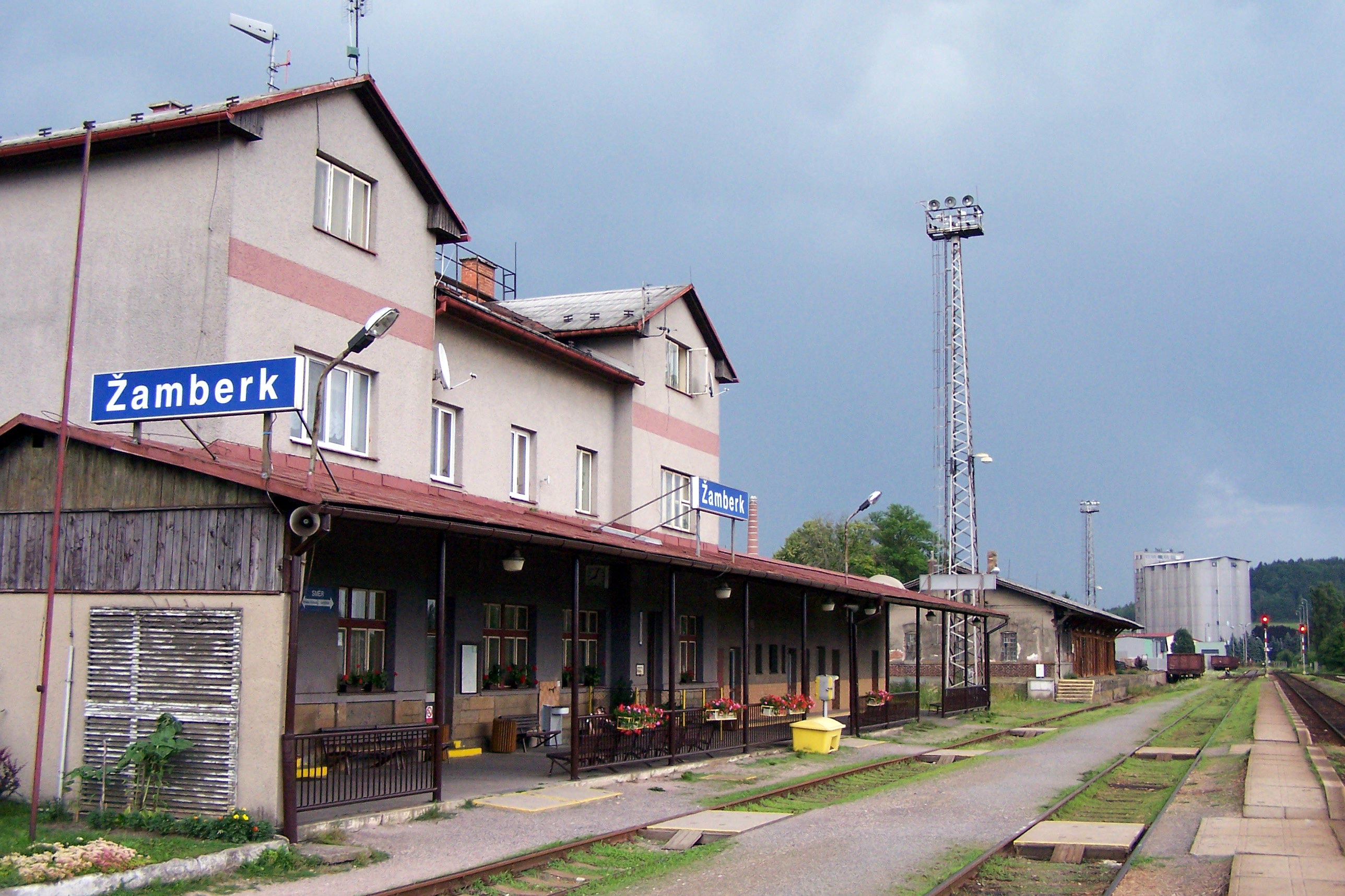
Žamberk
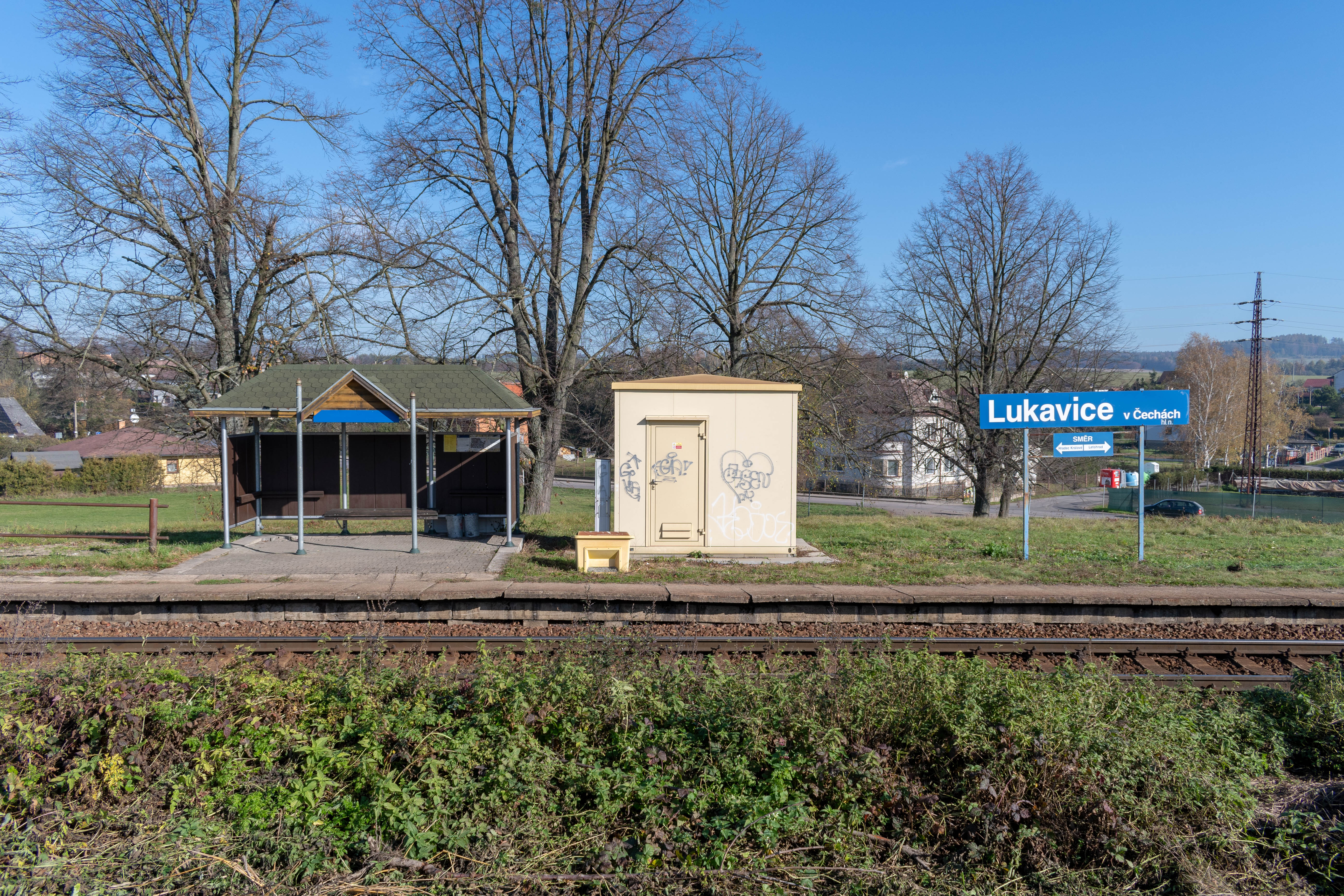
Lukavice v Čechách
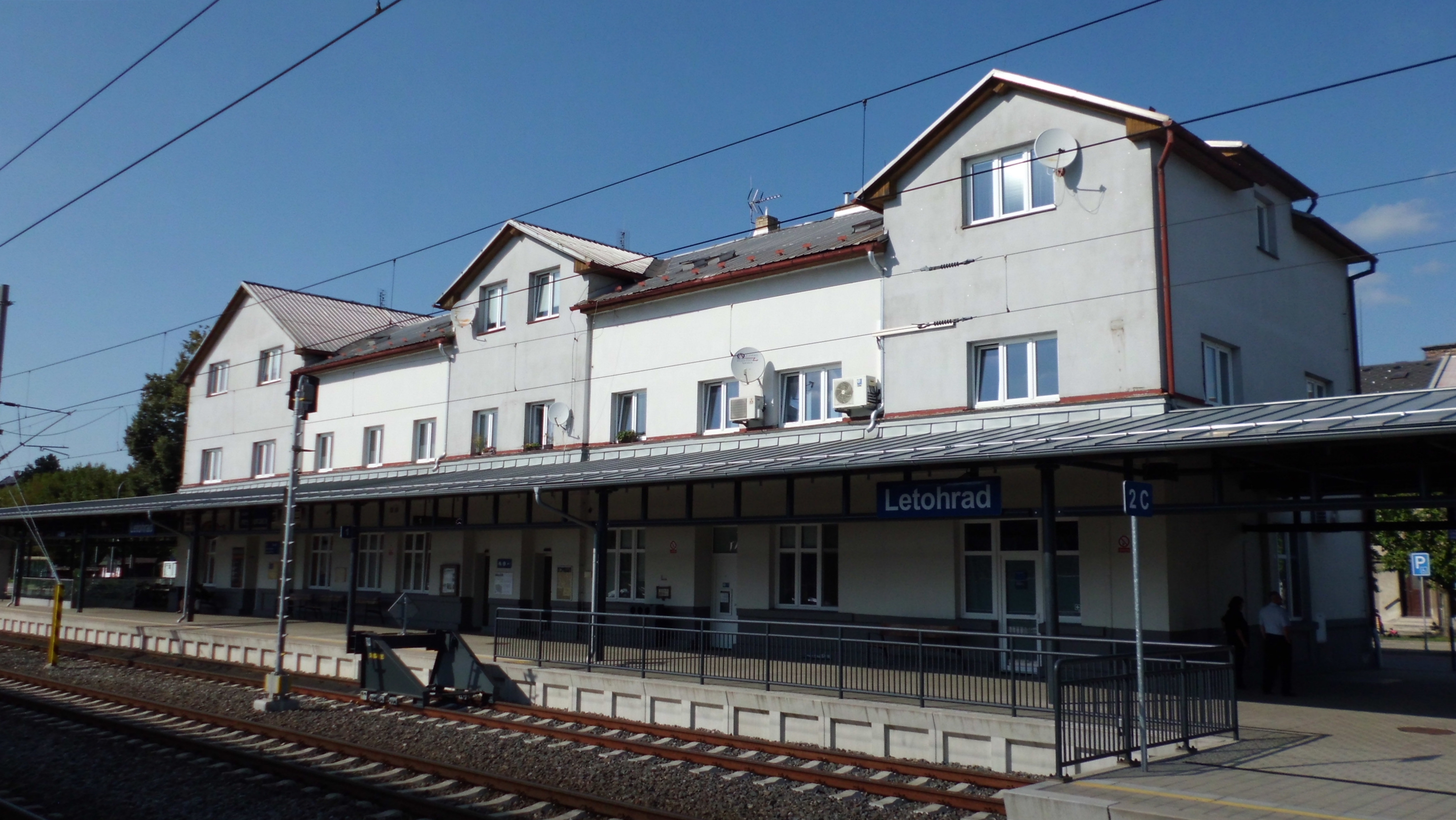
Letohrad